# Peng Yee Lee
Peng Yee Lee (1938) é um matemático singapurense.
Lee obteve um doutorado em 1965 na Queen's University de Belfast, orientado por Ralph Henstock.
Em 2012 foi eleito fellow da American Mathematical Society.
Foi palestrante convidado do Congresso Internacional de Matemáticos em Madrid (2006: What are PISA and TIMSS? What do they tell us?).

## Publicações selecionadas
- Peng Yee Lee (1989) Lanzhou Lectures on Henstock Integration, World Scientific. ISBN 9971-50-891-5.
- Peng Yee Lee and Redolf Výborný (2000) Integral: an easy approach after Kurzweil and Henstock, Cambridge University Press. ISBN 0-521-77968-5.
- Peng Yee Lee (2006) Mathematics for Teaching or Mathematics for Teachers? Guest Editorial, The Mathematics Educator, Vol. 16, No. 2, 2–3.
- Peng Yee Lee, Jan de Lange, and William Schmidt (2006) What are PISA and TIMSS? What do they tell us? International Congress of Mathematicians. Vol. III,  1663–1672, European Mathematical Society, Zürich.
- Bin Xiong and Peng Yee Lee (2007) Mathematical Olympiad in China: Problems and Solutions, East China Normal University Press.
- Lee, P. Y, “Sixty years of mathematics syllabi and textbooks in Singapore (1945-2005)”. Paper presented for The First International Conference on Mathematics Curriculum at the University of Chicago, 2005.